# Encoelia eliassonii
Encoelia eliassonii är en svampart som beskrevs av Petr. 1957. Encoelia eliassonii ingår i släktet Encoelia och familjen Sclerotiniaceae.   Inga underarter finns listade i Catalogue of Life.